# Alessia Iezzi
Alessia Iezzi (Chieti, 23 de julio de 1993) es una deportista italiana que compite en tiro, en la modalidad de tiro al plato. Ganó una medalla de oro en el Campeonato Mundial de Tiro al Plato de 2022, en la prueba de foso por equipo.

## Palmarés internacional
| Campeonato Mundial | Campeonato Mundial | Campeonato Mundial | Campeonato Mundial |
| Año                | Lugar              | Medalla            | Prueba             |
| ------------------ | ------------------ | ------------------ | ------------------ |
| 2022               | Osijek (Croacia)   | Medalla de oro     | Foso por equipo    |